# Жилино-1
Жи́лино-1 (рос. Жилино-1) — селище у складі Люберецького міського округу Московської області, Росія.

## Населення
Населення — 366 осіб (2010; 256 у 2002).
Національний склад (станом на 2002 рік):
- росіяни — 97 %